# Paul Brady
Pour les articles homonymes, voir Brady.
Paul Brady (né Paul Joseph Brady le 19 mai 1947 à Belfast en Irlande du Nord) est un chanteur et guitariste nord-irlandais. Il est une des figures majeures du renouveau de la musique traditionnelle irlandaise dans les années 70, notamment à travers ses collaborations avec Andy Irvine. Il intégra le groupe Planxty en 1975 pour une courte période. Sa version, voix et guitare en open-tuning de sol, de la chanson traditionnelle anti-recrutement Arthur McBride est devenue une référence depuis sa sortie en 1976 dans le disque, lui aussi majeur, "Andy Irvine / Paul Brady".
Paul Brady prit ensuite une orientation pop-rock, notamment comme auteur-compositeur, non sans retourner régulièrement vers l'univers folk souvent avec Andy Irvine ou Dónal Lunny. Certaines de ses chansons ont été enregistrées par Tina Turner, Cher, Paul Young, Phil Collins ou Johnny Hallyday. 

## Discographie
- Welcome Here Kind Stranger (1978)
- Hard Station (1981)
- True for You (1983)
- Back to the Centre (1985)
- Full Moon (1986)
- Primitive Dance (1987)
- Trick or Treat (1991)
- Songs & Crazy Dreams  (1992)
- Spirits Collidin' (1995)
- Nobody Knows: The Best of Paul Brady (Compilation) (1999)
- Oh What a World (2000)
- Welcome Here Kind Stranger - The Liberty Tapes (2002) [Réédition de Welcome Here Kind Stranger]
- Say What You Feel (2005)